# Grewia grandiflora
Grewia grandiflora är en malvaväxtart som beskrevs av John Gilbert Baker. Grewia grandiflora ingår i släktet Grewia och familjen malvaväxter. Inga underarter finns listade i Catalogue of Life.